# GreenGate
Das GreenGate ist ein Hochhaus in der Bundesstadt Bonn. Das Gebäude liegt im Bundesviertel am Platz der Deutschen Post gegenüber dem Post Tower und trägt die Adresse Kurt-Schumacher-Straße 24-26.

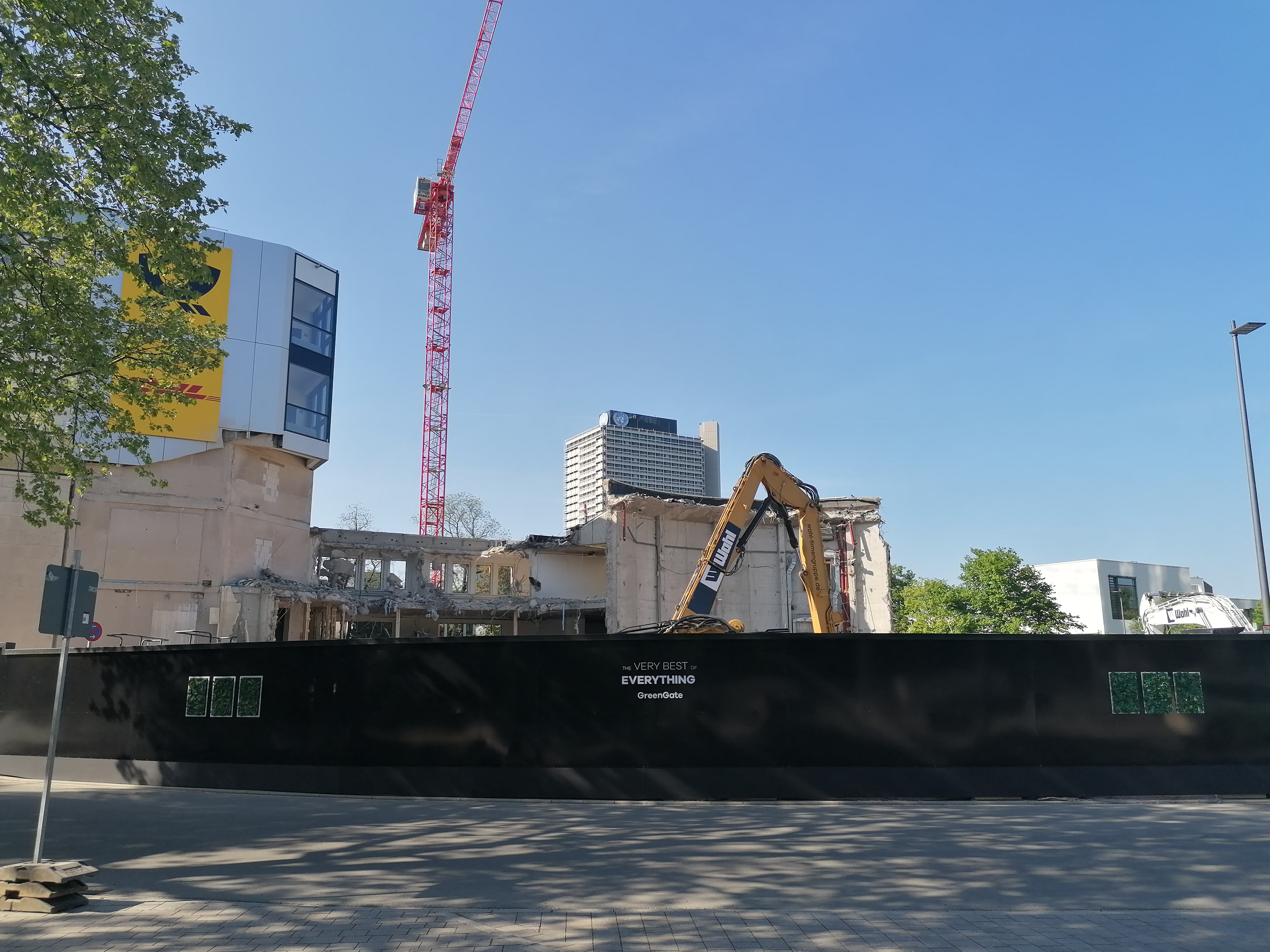
Abrissarbeiten der Landesvertretung Niedersachsen, 25. April 2020

Die Bauarbeiten des Projekts begannen im Sommer 2020. Zuvor wurde im Frühjahr das erst 1990 erbaute Gebäude der Landesvertretung Niedersachsen abgerissen. Ebenso wichen im Herbst 2018 die beiden Villen mit der Hausnummer 24 und 26. Das Hochhaus soll eine Gesamtfläche von ca. 16.000 m² für Büros zur Verfügung stellen, die sich wie folgt aufteilen:
- Bauabschnitt 1: Kurt-Schumacher-Straße 24, 5.584 m² - vermietet seit 1. April 2022 an Infas - Institut für angewandte Sozialwissenschaft GmbH
- Bauabschnitt 2: Kurt-Schumacher-Straße 26, ca. 10.500 m² - Fertigstellung 2023.
Lange Zeit herrschte die Diskussion über die Anzahl der Stockwerke und damit verbundene Höhe des Gebäudes. Es war eigentlich ein Bau mit 17 Stockwerken vorgesehen. Genehmigt wurden letztendlich nur deren neun. Die Bauarbeiten des etwa 100 Millionen Euro teuren Bürogebäude sollen voraussichtlich 2023 abgeschlossen sein. Die ursprünglichen Pläne, auf den höchsten beiden Ebenen einen begrünten Dachgarten zu errichten, konnte trotz der Höhenreduzierung durchgesetzt werden. Es wird somit dennoch zu den herausstechenden Landmarken im Bundesviertel gehören.
Besonderheit des GreenGate wird sein, dass es sich hierbei um das erste virussichere Hochhaus weltweit handeln soll.